# Demon Cleaner (lied)
Demon Cleaner is een nummer van de band Kyuss van hun cd Welcome to Sky Valley die is uitgebracht in 1994. Het is de derde single die is uitgebracht. Het is geschreven door gitarist Josh Homme en werd uitgebracht in datzelfde jaar. Voor de single is een muziekvideo gemaakt.

## Single
- Demon Cleaner – 5:11
- Gardenia (Live) - 6:46
- Thumb (Live) - 4:38
- Conan Troutman (Live) - 2:18

De drie live nummers zijn opgenomen in de Marquee Club in Hamburg.

## Bandleden
- John Garcia - Zang
- Josh Homme - Gitaar
- Nick Oliveri - Basgitaar
- Brant Bjork - Drums
- Chris Goss - Producer (Demon Cleaner)
- Hutch - Producer (alle live nummers)